# Charles Duits
Œuvres principales
- Le Pays de l'éclairement
- André Breton a-t-il dit passe
- Ptah Hotep

Charles Duits, né à Neuilly-sur-Seine le 30 octobre 1925 et mort à Paris 18e le 4 avril 1991, est un écrivain et peintre français lié au surréalisme, poète et auteur de récits érotiques.

## Biographie
Charles Duits est né à Neuilly-sur-Seine le 30 octobre 1925 d'une mère américaine et d'un père néerlandais. Réfugié aux États-Unis au début de la Seconde Guerre mondiale, il fréquente le collège d'Andover puis l'Université Harvard. Ses lectures préférées sont alors Rimbaud et Lautréamont, mais la rencontre qui bouleversera sa vie est celle d'André Breton, figure de proue du surréalisme, qui se prendra aussitôt d'affection pour Charles Duits et avouera son admiration pour le style du poète. « Je ne doute pas un instant que le message essentiel que j'aurai passé ma vraie vie à guetter, à saisir par bribes, que ce message passe actuellement par vous… », déclara Breton. « Il est impossible d'exprimer la surprise que j'éprouvais, presque la frayeur, lorsque je compris que Breton me considérait spontanément comme son égal et donc comme celui des Olympiens », écrivit ensuite Charles Duits.
Charles Duits se liera à New York avec une multitude d'artistes, dont Marcel Duchamp et surtout, le peintre Matta. Son expérience de ce milieu est décrite dans son livre André Breton a-t-il dit passe. Il fréquente aussi Anaïs Nin, qui l'évoque dans son Journal, ainsi que la cinéaste Maya Deren. 
Le 6 décembre 1948, de retour en France, Charles Duits témoigne d'une apparition. Parcourant un Évangile appartenant à sa mère il se vit soudain transporté au côté de Marie, au seuil du tombeau. Malgré cette apparition, Charles Duits ne se convertira pas au catholicisme. 
À la fin des années 1950 et au début des années 1960, il est lié avec le poète Yves Bonnefoy. Il fréquente aussi le « groupe » autour de Georges Saint-Bonnet, avec l'ancien résistant aveugle Jacques Lusseyran, dont il sera un ami - il écrira un texte sur ce groupe, « La mort du patron », qui figure dans La conscience démonique.
Grâce à son ami le sculpteur David Hare, proche des Amérindiens, il découvrira ensuite le peyotl, cette plante mexicaine de la famille des Cactaceae. Cette plante est réputée pour ses alcaloïdes psychoactifs, en particulier la mescaline. Charles Duits en expérimenta les effets de nombreuses fois et déclarera en 1956 que « le Peyotl a donné un but à mon existence ». « Le peyotl me révélait le monde enfin réel, et réel parce que plein de sens, gorgé de sens comme un fruit l'est de saveur », dira-t-il. Il l'appelle alors son « illimitateur de conscience » car, dit-il, « le peyotl ne fait aucunement voir, il supprime, provisoirement, une obstruction qui, ordinairement, empêche de voir ». Il affirmait également : « Tant que nous ne sommes pas toujours ce que nous sommes sous l'influence du peyotl, nous ne sommes rien […]. Comme le maître traditionnel, le peyotl nous enseigne donc à nous passer de lui ».
Grand lecteur de Victor Hugo, une de ses citations favorites était « Soyons l'immense oui » (Les Contemplations).
Outre Victor Hugo, Charles Duits admirait aussi Paul Valéry et s'est intéressé à la philosophie occidentale, jusqu'à participer à des cercles proches de Georges Bataille durant les années 1960. La rigueur, le sens du mot juste, le refus de sombrer dans un mysticisme vague, caractérisent cette œuvre.
Les œuvres de Charles Duits peuvent être difficiles à se procurer, même si la maison d'édition Le bois d'Orion a réédité une grande partie de ses ouvrages. Il renoncera de son vivant à essayer de faire publier son œuvre ultime et si profonde, La Seule Femme vraiment noire (le récit halluciné d'une liaison singulière et passionnée avec une entité divine, à la peau noire et de sexe féminin), qu'une voix lui dictait, disait-il, se tournant de plus en plus vers la peinture. « Je vais faire le portrait de la suprême Négresse et lui permettre de s'exprimer librement depuis le commencement de l'Âge des Ténèbres. » Il meurt à Paris le 4 avril 1991.

## Œuvre, poésie et style
Explorateur de l'ombre, inventeur de mondes fabuleux, Duits explore à la fois l'imaginaire et le réel, inséparables à ses yeux et, dans la lignée du surréalisme, perçus non contradictoirement : visions et hallucinations font partie du réel. C'est ainsi que la méditation, l'expérience intérieure, comme le peyotl ou le rêve constituent à ses yeux des voies d'accès vers le « pays pur », « le pays de l'éclairement » d'une conscience visionnaire, ou selon ses termes « démonique », conscience propre au génie du « daimôn ». Pour lui, l'homme est peuplé de songes et de démons, et « le rêve est un aliment ». « On appelle les gens de mon espèce des poètes, écrit-il, quand ils possèdent le don de s'exprimer et des fous quand ils ne le possèdent pas. » Il est ainsi animé par le désir d'un véritable renouveau spirituel, mais sans Église et sans idolâtries, qui se multiplient depuis « la mort de Dieu » ; selon lui, seul l'onirisme, « les yeux de l'imagination », la perception du « mystère du présent », que nous fuyons ou dissipons sans cesse, et la conscience que « la réalité est poésie » peuvent permettre d'« habiter le cosmos tout entier ». Repoussant les limites de toute connaissance, Charles Duits s'aventure à la limite du mysticisme et de la folie, s'ouvrant au monde, se délivrant de toutes les carapaces ou résistances. Ainsi, une de ses découvertes essentielles est que l'être est le monde autant qu'il en fait partie, il n'y a pas d'un côté l'homme et de l'autre l'univers, l'intérieur et l'extérieur. L'éclairement qu'il poursuit est fondé sur cette « vérité » que « l'âme se nourrit de joie comme le corps se nourrit de pain et l'esprit de raison. »
Au sujet de sa poésie, le poète Ivan Alechine (nom de plume d'Ivan Alechinsky) écrit : « Pour Duits, c'est l'ineffable ou se taire. Il ne peut pas concevoir un autre emploi de lui-même. Un révolutionnaire aux ordres de ses visions ; ce qu'il voit doit être dit. Les poésies de Charles Duits sont entièrement liées à quelque feu primitif et divin, à Ce qui ne peut que s'exalter. » Ainsi, son écriture est celle d'une langue magnifiée et incantatoire, à la fois belle et dissonante, hors normes, comme en témoigne cet extrait de Fruit sortant de l'abîme :
« M'exaltent : les formes gothiques de l'angoisse, les poissons des grandes profondeurs, les cavités bizarres (le dedans d'une oreille de chat), toute chose membraneuse et gorgonienne - donnant une idée hagarde de la force -, le passage merveilleux, aux lombes des sirènes, de l'épiderme aux écailles. Et certaines combinaisons verbales absurdes, enchanteresses : « L'imagination des strombes », par exemple. Aussitôt, je vois - De grandes filles jetées dans la boue et percées de toutes parts, sous des pluies ; leurs seins maculés ; leurs fesses énormes et tremblantes. Et l'éclair, de sa langue ivoirine, léchant les ventres des nuages, parmi de surprenantes frondaisons.
 »

## Œuvres
- 1954 : Le Mauvais mari, Paris, Les Éditions de Minuit.
- 1967 : Le Pays de l'éclairement, Paris, Denoël ; réédition L'Isle-sur-la-Sorgue, Le bois d'Orion, 1994  (ISBN 9782909201054).
- 1969 : André Breton a-t-il dit passe, Paris, Denoël, coll. « Les Lettres nouvelles » ; réédition  Paris, éditions Maurice Nadeau, 1991 ; en poche avec une préface d'Annie Le Brun, 2024.
- 1970 : La Salive de l'éléphant, Paris, Éric Losfeld.
- 1971 : Les Miférables, Paris, Éric Losfeld.
- 1971 : Ptah Hotep, Paris, Denoël. Réédité en 1980 dans la collection « Présence du futur » en deux volumes.
- 1974 : La Conscience démonique, Paris, Denoël. Réédition augmentée, L'Isle-sur-la-Sorgue, Le bois d'Orion, 1994,  (ISBN 9782909201061).
- 1975 : Victor Hugo : le grand échevelé de l'air, Paris, éditions Pierre Belfond, coll. « Mandala »,  (ISBN 2-7144-3803-2)
- 1978 : Nefer, Paris, Henri Veyrier, coll. « Les Singuliers »  (ISBN 2-85199-167-1).
- 1993 : Fruit sortant de l'abîme, préface d'Ivan Alechine (sous son véritable nom, Ivan Alechinsky), L'Isle-sur-la-Sorgue, Le Bois d'Orion,  (ISBN 9782909201023).
- 1994 : « Vision et hallucination : l'expérience du peyotl en littérature », sous la direction de Christian Le Mellec, Question de, no 95.
- 1994 : La Vie le fard de Dieu : journal 1968-1971, préface de Christian Le Mellec, L'Isle-sur-la-Sorgue, Le Bois d'Orion,  (ISBN 9782909201085).
- 1999 : La Salive de l'éléphant, suivi de Les Miférables,  Paris, Éditions Blanche/Éditions Joëlle Losfeld,  (ISBN 2-84412-024-5).
- 2016 : La Seule Femme vraiment noire, précédé de Souvenirs de la Déesse, préface de Juste Duits, Bastia, Éditions Éoliennes,  (ISBN 978-2911991882).

## Expositions
- « Psychédélices », Musée International des Arts Modestes (Sète), juin 2021-janvier 2022 : une vingtaine de toiles exposées.
- « L'énigme Charles Duits », Zone de confusion, Saint-André-lez-Lille, du 19 février au 6 mars 2022.
- « Charles Duits a-t-il dit Peint », Galerie Loeve and Co, 15 rue des Beaux arts, Paris, du 16 novembre 2023 au 13 janvier 2024.